# Maurice-Louis Branger
Pour les articles homonymes, voir Branger.
Maurice-Louis Branger, né 25 août 1874 à Fontainebleau et mort le 16 avril 1950 à Mantes-la-Jolie, est un photographe français.

## Biographie
Branger naît à Fontainebleau le 25 août 1874. Il débute comme photographe dès 1895, et crée à Paris vers 1905 l'agence de reportage Photopresse, 5 rue Cambon à Paris. Il couvre tous les aspects de la vie parisienne, vie politique et culturelle, actualité sportive, procès et faits divers. Il produit de nombreuses photos sur la crue de la Seine de 1910 et s'intéresse au sport automobile de 1902 à 1914. 
Il est l'un des rares photographes à se rendre sur les lieux de la première guerre des Balkans en 1913. 
Il photographie le discours de Jean Jaurès au Pré-Saint-Gervais lors de la manifestation contre la loi des Trois ans le 25 mai 1913, ; la photographie est reproduite dans le numéro du 31 mai de L'Illustration,. 
Branger couvre en France la Première Guerre mondiale. 
La paix revenue, il s'attache à illustrer la vie quotidienne à Paris jusqu'à sa mort, en 1950 à Mantes-la-Jolie. 
L'agence Roger-Viollet acquiert en 1961 les 31 000 négatifs de ses photographies réalisées entre 1900 et 1927.

## Galerie

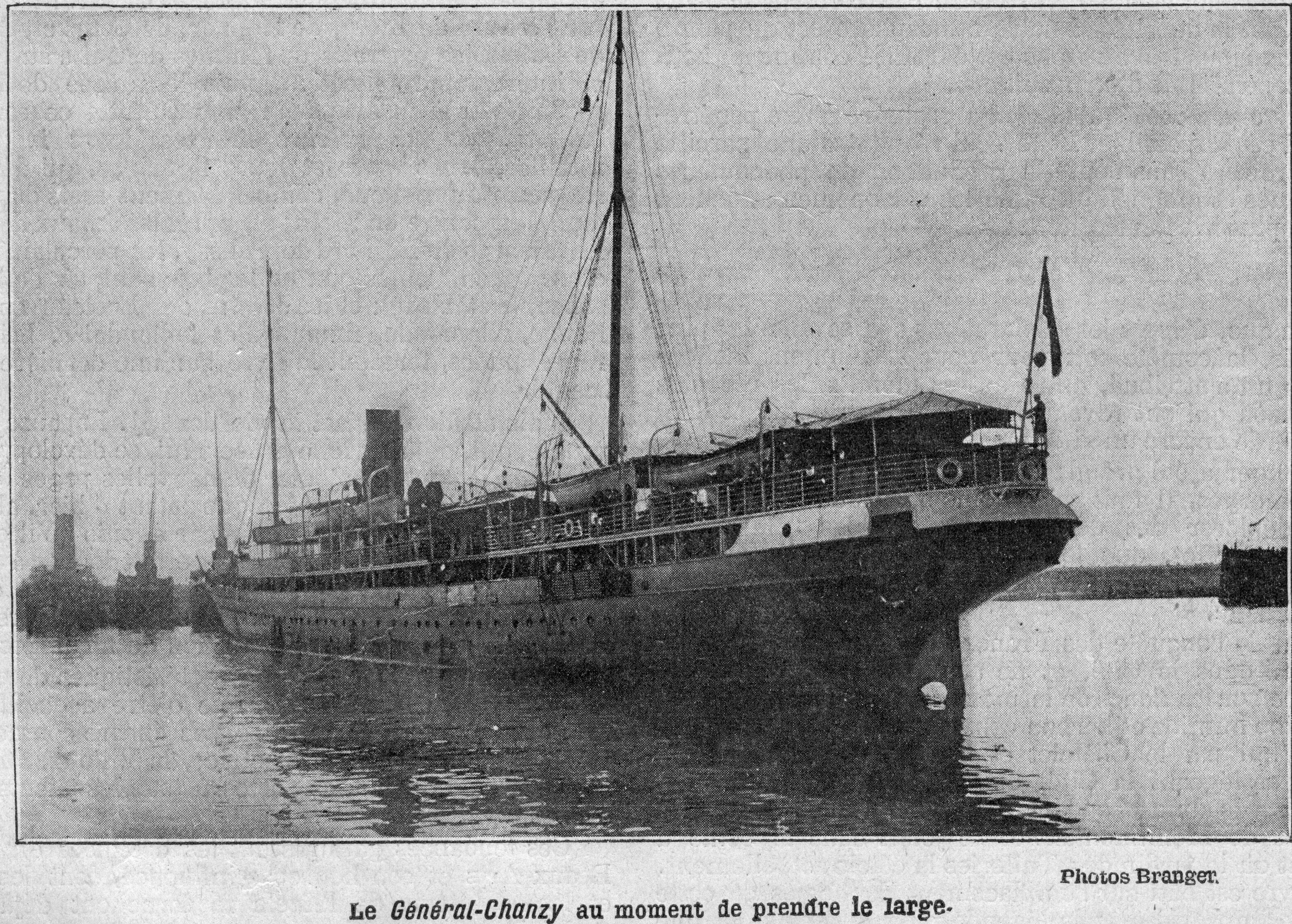
Le Général Chanzy prenant le large, photographie publiée dans le magazine Touche à tout, 1er semestre 1910, p. 288.
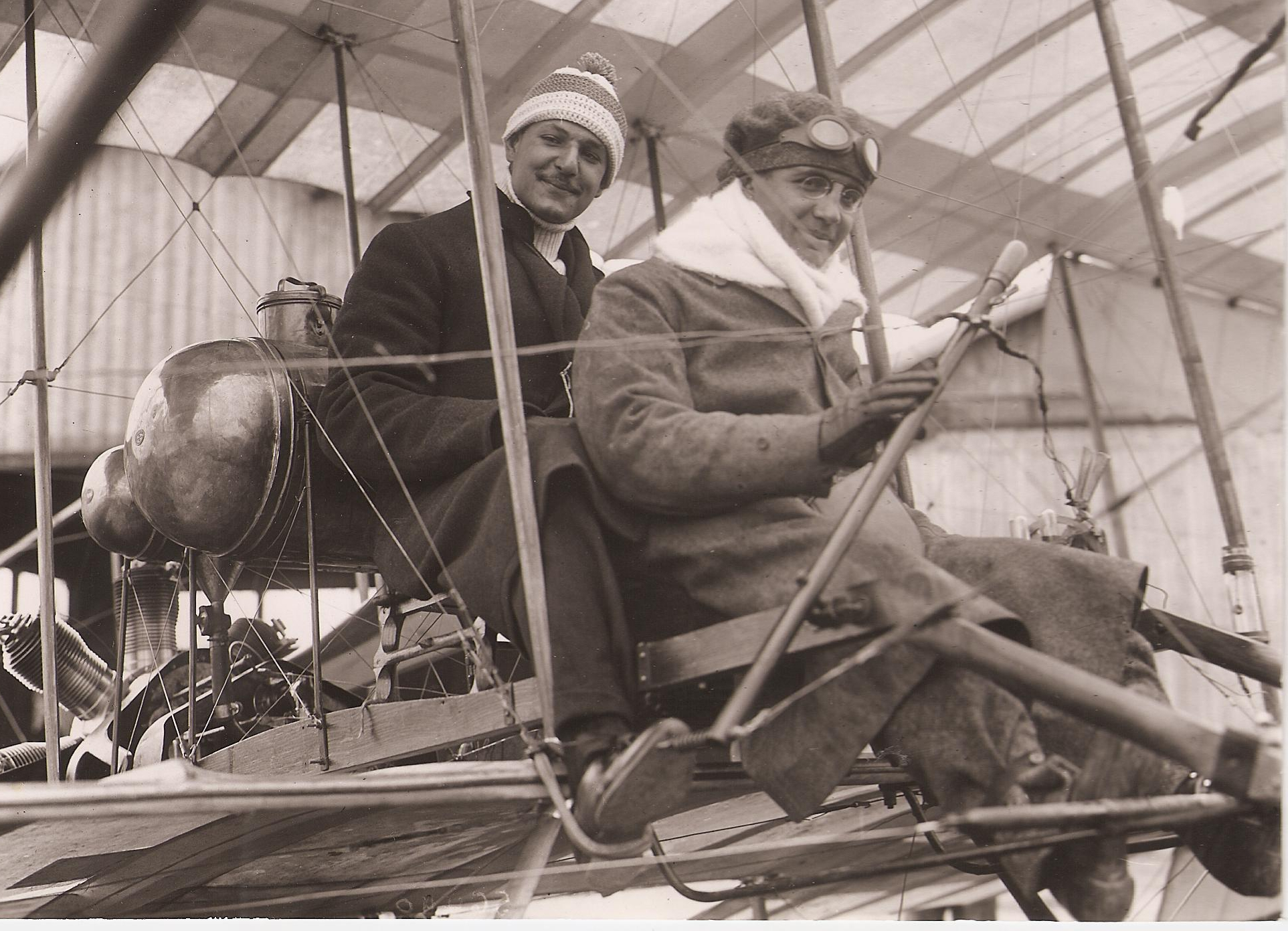
Charles Weymann et Manuel Fay avant leur tentative de remporter le Prix Michelin d'aviation à bord d'un Avions Farman biplan Farman, septembre 1910.
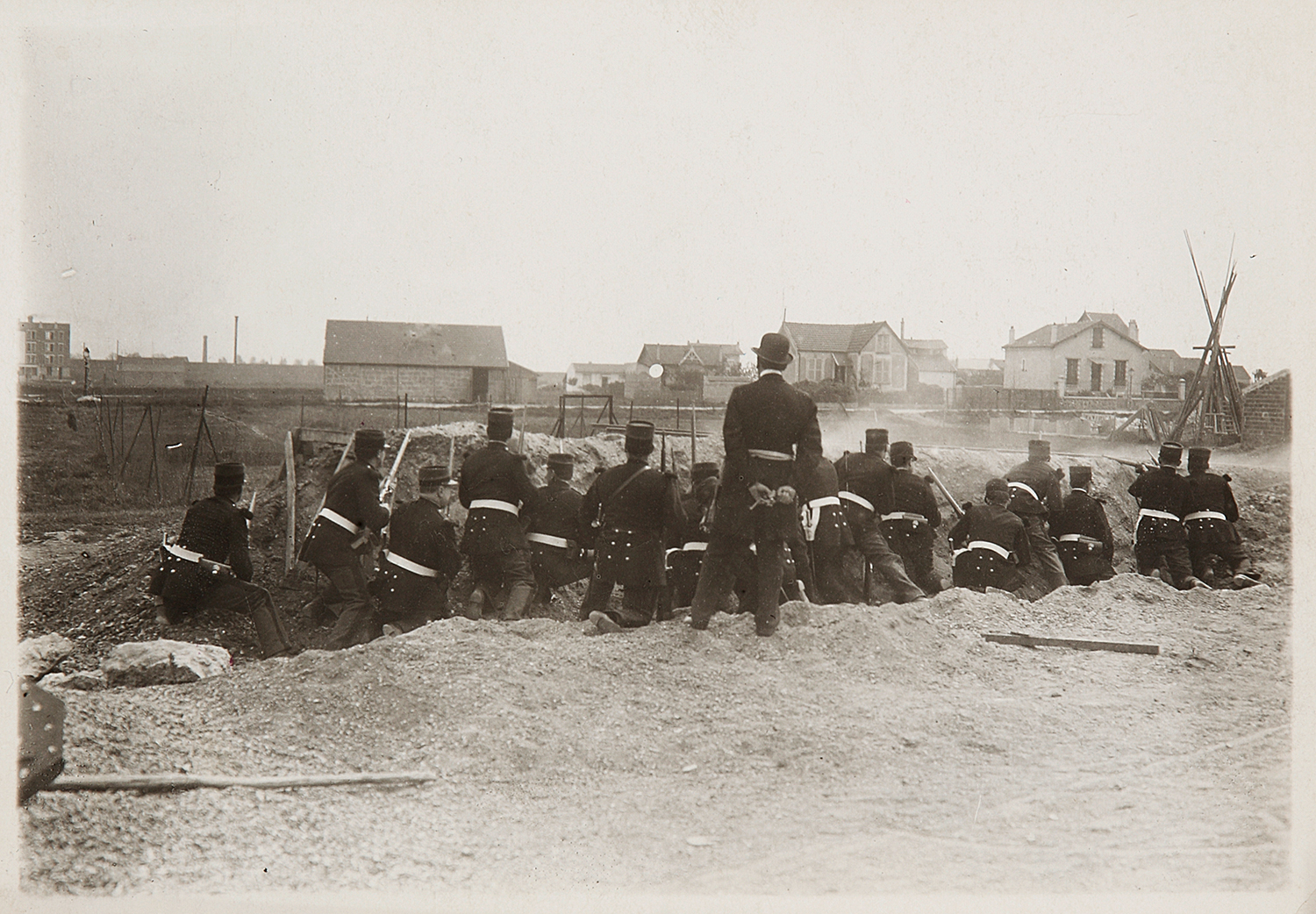
Siège par la police du pavillon « Nid Rouge » à Choisy-le-Roi où Jules Bonnot s'est réfugié, 28 avril 1912.
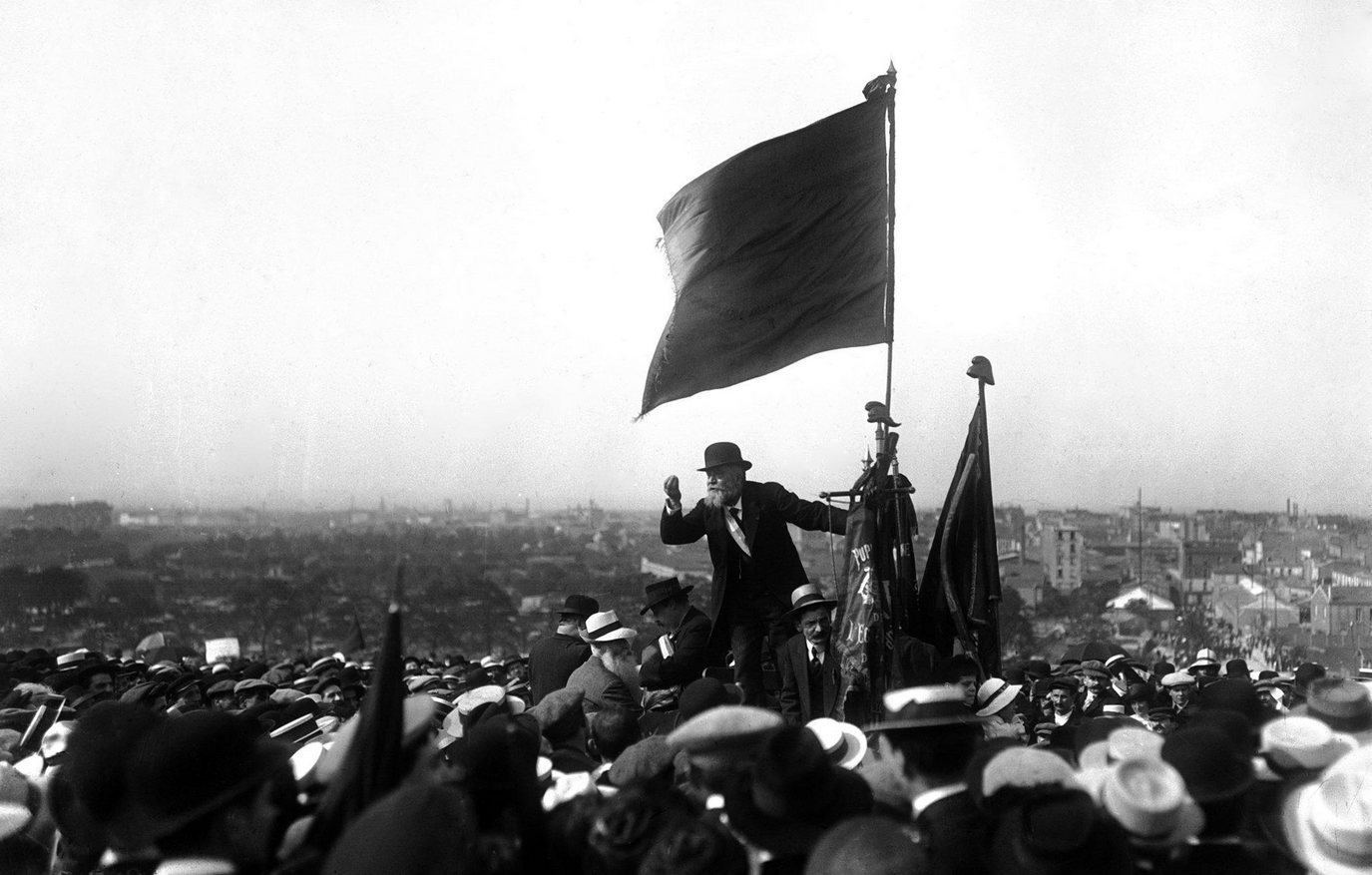
Discours de Jean Jaurès au Pré-Saint-Gervais, lors de la manifestation contre la loi des Trois ans, 25 mai 1913.
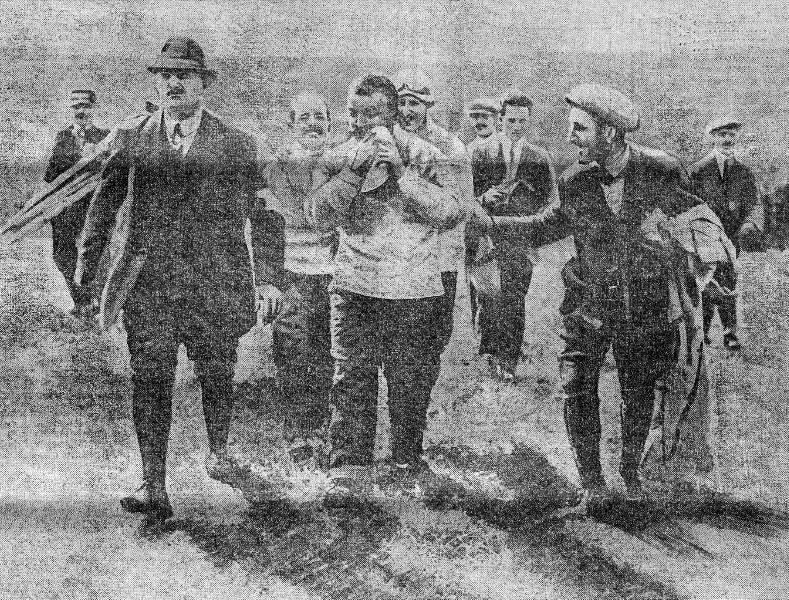
Christian Lautenschlager à l'arrivée du Grand Prix automobile de France ; photographie publiée dans La Presse sportive : hebdomadaire illustré, 9 juillet 1914, p. 1.
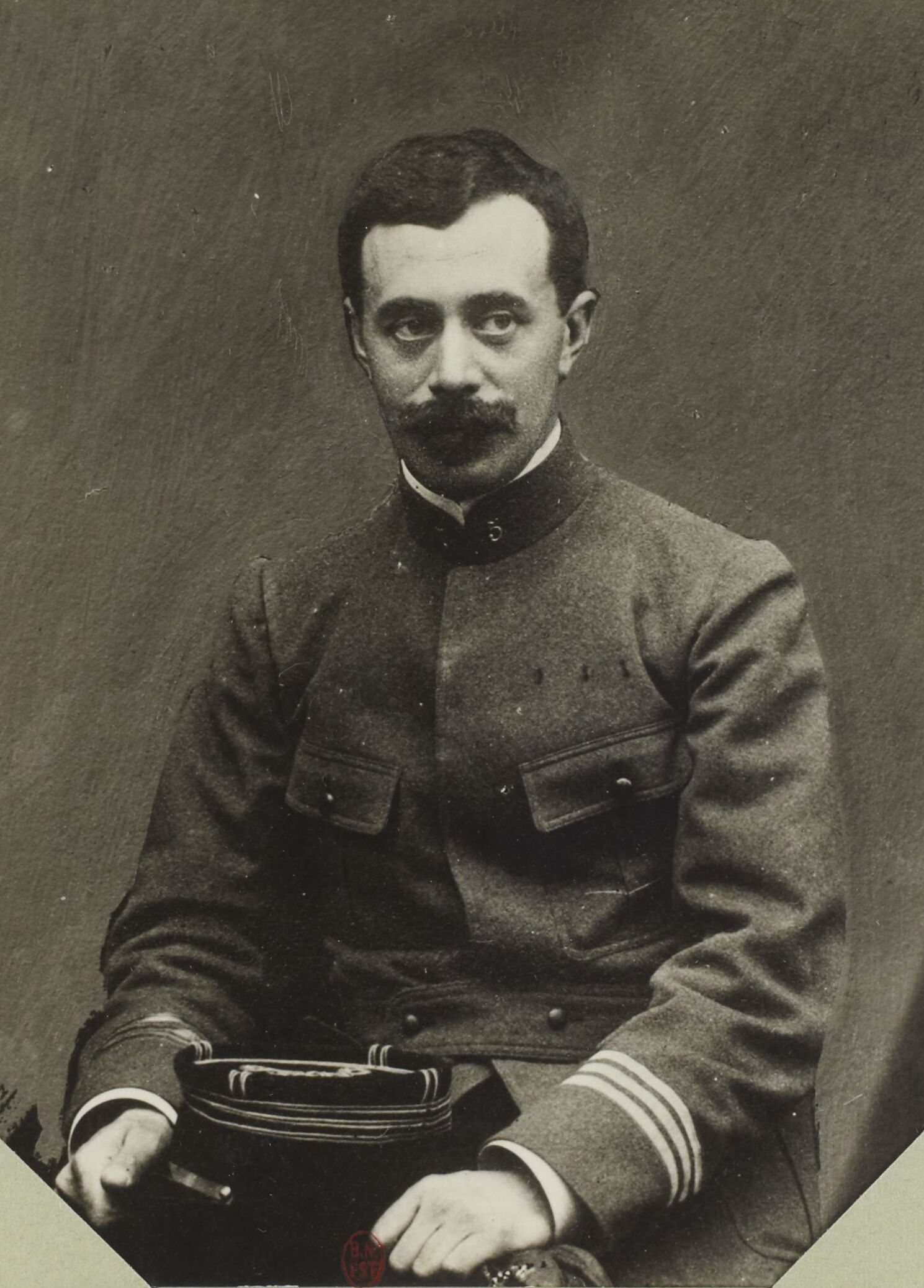
Le capitaine André Bérard, 1914.
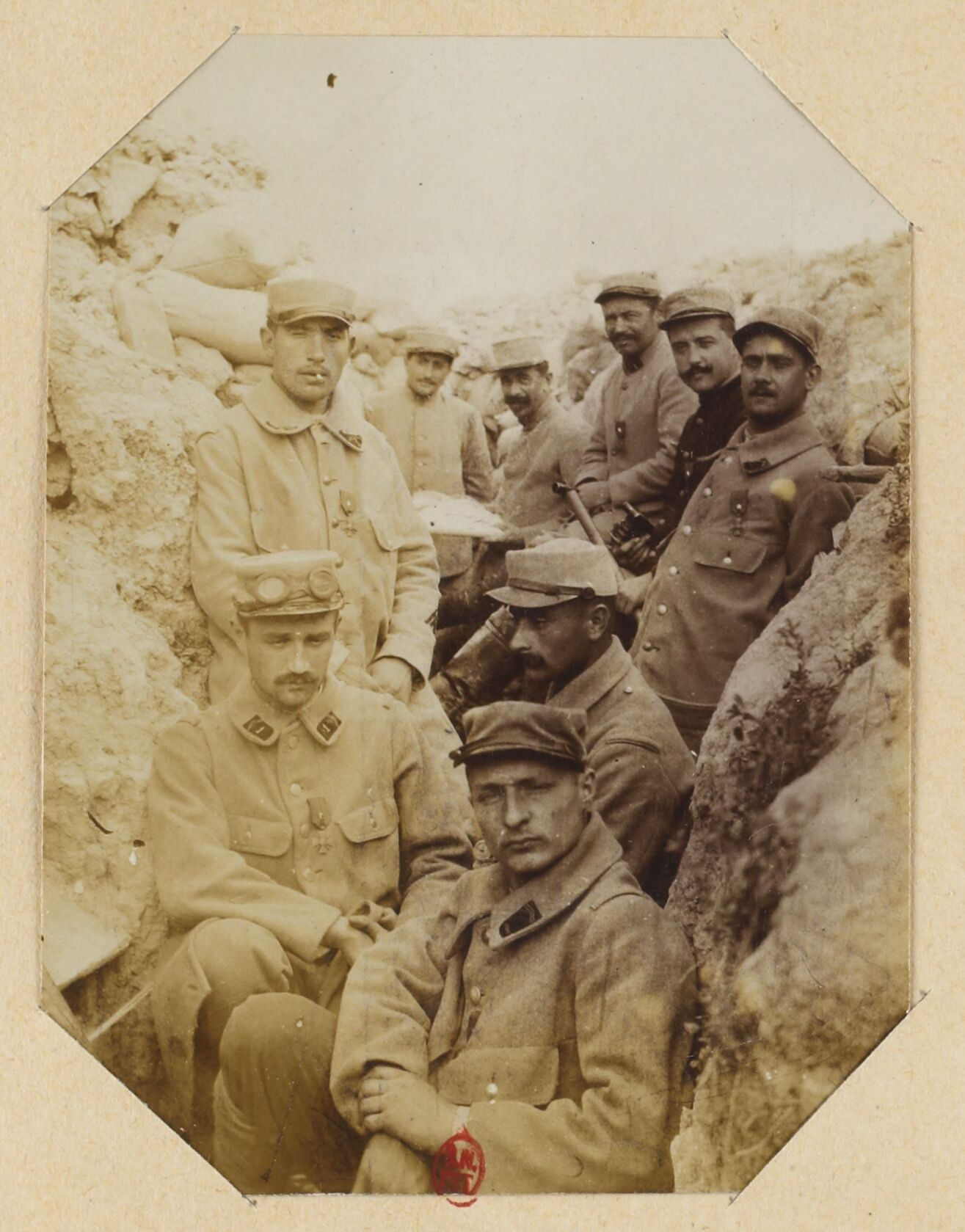
Soldats d'une compagnie du 1er génie autour du capitaine André Bérard dans une tranchée, 1915.
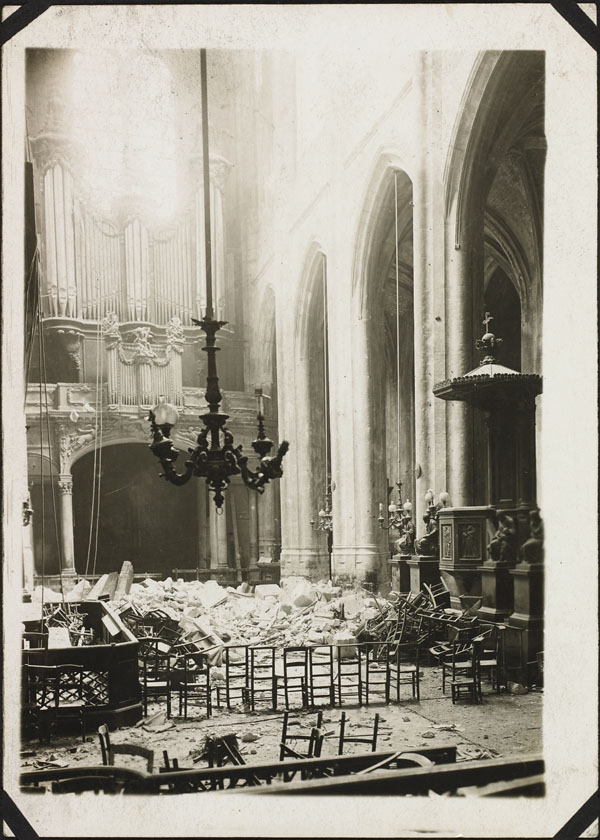
L'intérieur de l'église Saint-Gervais-Saint-Protais à Paris, après un bombardement de la grosse Bertha, 29 mars 1918.
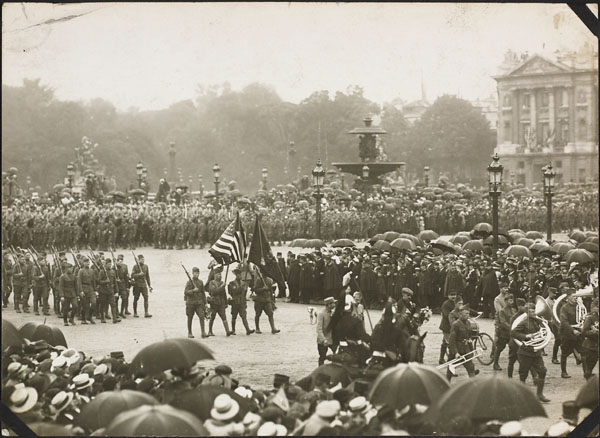
Défilé des Alliés à Paris, 14 juillet 1918.
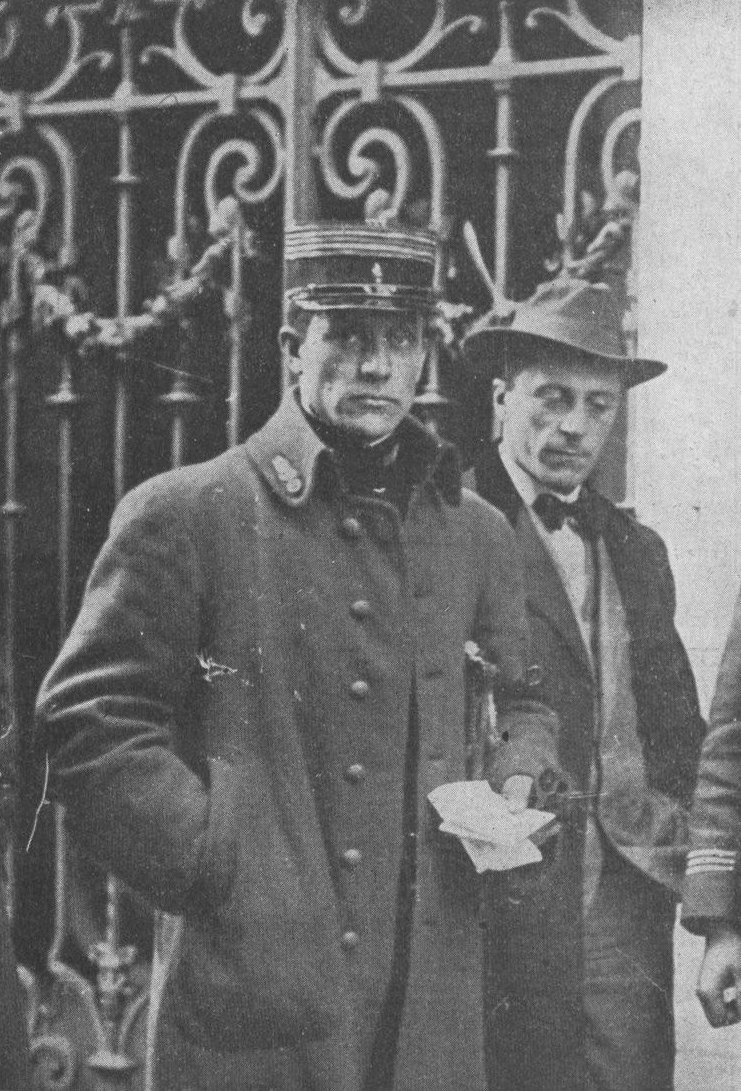
Peppino Garibaldi, photographie publiée dans L'Instantané, n° 47, 20 novembre 1926.
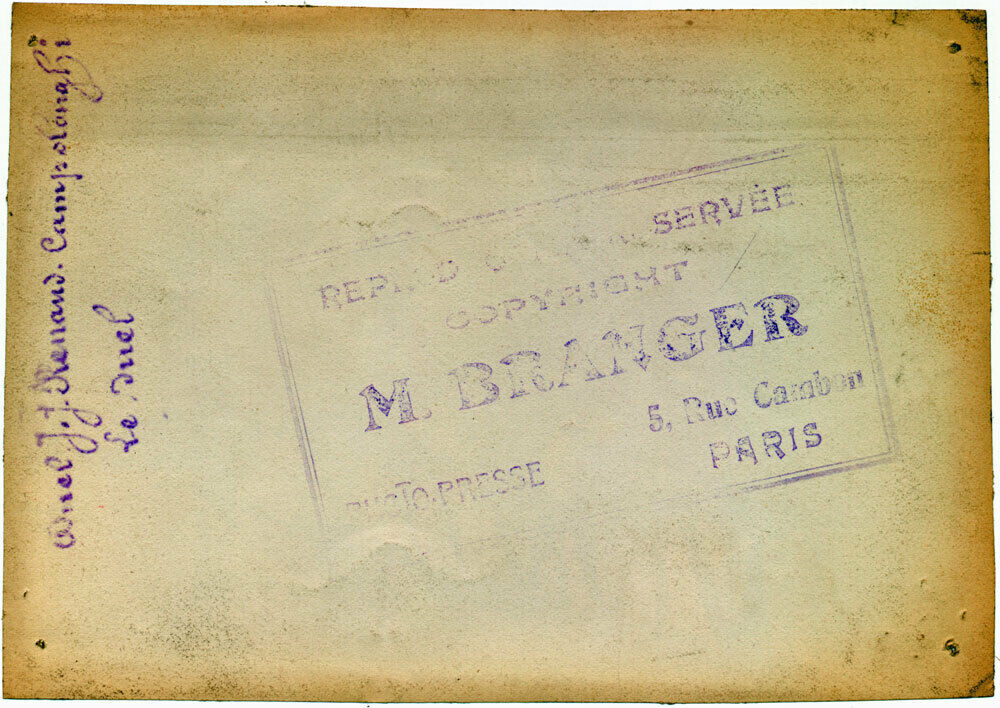
Cachet de Maurice-Louis Branger au dos d'une photographie.